# فرودگاه شهرستان گرینلی
فرودگاه شهرستان گرینلی (به انگلیسی: Greenlee County Airport) یک فرودگاه همگانی بهره‌برداری هوایی با کد یاتا CFT است که یک باند فرود آسفالت دارد و طول باند آن ۱۵۱۷ متر است. این فرودگاه در شهر کلیفتن، آریزونا کشور ایالات متحده آمریکا قرار دارد و در ارتفاع ۱۱۵۸ متری از سطح دریا واقع شده‌است.